# Косицын, Александр Павлович
Александр Павлович Косицын (3 сентября 1925, село Спасское, Черкутинская волость, Владимирский уезд, в настоящее время в составе Рождественского сельского поселения, Собинский район, Владимирская область — 1 мая 1988, Москва) — участник Великой Отечественной войны, Герой Советского Союза (1945), юрист, генерал-майор, профессор.

## Биография
Родился в семье крестьянина. После окончания школы в 1942 году работал трактористом при Калитеевской МТС.
В 1943—1944 учился в Чкаловском пулемётном училище. Служил командиром пулемётного взвода 1077-го стрелкового полка 316-й стрелковой дивизии. В декабре 1944 года отличился при форсировании Дуная в районе города Тёкёль, за что в марте 1945 был удостоен звания Героя Советского Союза. Член КПСС с 1944. Принимал участие в освобождении Польши, Австрии, Румынии.
После войны учился на курсах «Выстрел», а затем в Военно-юридической академии, которую окончил с золотой медалью. Кандидат юридических наук (1955), доктор юридических наук (1967). В 1956—1958 — старший преподаватель, затем доцент кафедры государственно-правовых дисциплин Высшей школы МВД СССР. В 1958—1964 — лектор Отдела пропаганды и агитации ЦК КПСС, в 1964—1970 — заместитель директора Института государства и права АН СССР. С 1970 — заведующий кафедрой государственного права и советского строительства Высшей партийной школы при ЦК КПСС, затем профессор Всесоюзного юридического заочного института. С 1975 года работал в Академии МВД СССР: профессор кафедры истории органов внутренних дел, заместитель начальника Научного центра исследования проблем управления, профессор кафедры научного коммунизма, начальник кафедры государственно-правовых дисциплин, профессор этой кафедры.
Похоронен на Переделкинском кладбище.

## Награды
Имеет следующие награды:
- Герой Советского союза
- медаль «За отвагу» (01.09.1944),
- медаль «За победу над Германией в Великой Отечественной войне 1941—1945 гг.» (09.05.1945),
- медаль «За взятие Будапешта» (09.06.1945),
- медаль «За доблестный труд в Великой Отечественной войне 1941—1945 гг.» (06.07.1945),
- медаль «За боевые заслуги»

## Научные труды
- «Государство всего народа». М., 1963.
- «Демократия Страны Советов». М., 1974.
- «Конституция общенародного государства». М., 1977.
- «История советского государства и права». Т. 1—3. М., 1985. (Ответственный редактор, автор теоретических глав).
- «Государство, рождённое Октябрём». М., 1987. (В соавторстве).
- «Советская милиция: история и современность». М., 1987. (Ответственный редактор, автор ряда глав).

## Интересные факты
Был близким другом писателей Николая Грибачёва, Ивана Стаднюка и в особенности Владимира Солоухина, который сделал своего земляка и сверстника Косицына одним из героев документальных книг «Третья охота» и «Григоровы острова». В 1977 году поэт Василий Фёдоров посвятил А. П. Косицыну стихотворение «Пока горит моя заря…».